# Helmut Kickton
Helmut Kickton (Colonia, 28 giugno 1956) è un organista, direttore di coro e editore tedesco.
Helmut Kickton nacque a Colonia nel 1956. Studiò al Robert Schumann Hochschule a Düsseldorf con Hans-Dieter Möller e Hartmut Schmidt. Organista e cantore dal 1987 presso la chiesa di kreuznacher diakonie a Bad Kreuznach. È un multistrumentista autodidatta (violino, viola, violoncello, contrabbasso, chitarra, flauto dolce e trombone).
Nel 2002 ha fondato il kantoreiarchiv (biblioteca online di spartiti musicali di pubblico dominio). Ha pubblicato più di 15000 file (PDF) per il coro, l'orchestra e l'organo.

## Composizioni
- Fuge über zwei Kyriethemen für Sequenzer
- Diptychon über „Ave maris stella“ und „Erhalt uns Herr bei deinem Wort“
- Rockludium
- Intrade für 6 Blechbläser über „Veni Creator Spiritus“